# Championnat de Roumanie de football 1972-1973
Navigation
Saison précédente Saison suivante
La saison 1972-1973 du Championnat de Roumanie de football est la 55e édition de la première division roumaine. Le championnat rassemble les 16 meilleures équipes du pays au sein d'une poule unique, où chaque club rencontre tous ses adversaires deux fois, à domicile et à l'extérieur. Le championnat de Divizia A va passer de 16 à 18 clubs à partir de la saison prochaine, il n'y a donc aucun club relégué et deux clubs sont promus de Divizia B en fin de saison.
C'est le Dinamo Bucarest qui termine en tête du championnat et remporte le 6e titre de champion de Roumanie de son histoire.

## Les 16 clubs participants
| - Dinamo Bucarest - SC Bacău - FC Petrolul Ploiești - Steaua Bucarest - ASA Târgu Mureș - Sportul Studențesc Bucarest - Promu de Divizia B - FC Constanța anc. Farul Constanța - Universitatea Craiova | - UT Arad - FC Argeș Pitești - Universitatea Cluj - FC Rapid Bucarest - CFR Cluj - CSM Reșița - Promu de Divizia B - Steagul Roșu Orașul Brașov - SC Jiul Petroșani |

## Compétition

### Classement
Le classement est établi en utilisant le barème suivant :
- Victoire : 2 points
- Match nul : 1 point
- Défaite, forfait ou abandon : 0 point

| Rang | Équipe                          | Pts | J  | G  | N  | P  | Bp | Bc | Diff |
| ---- | ------------------------------- | --- | -- | -- | -- | -- | -- | -- | ---- |
| 1    | Dinamo Bucarest                 | 39  | 30 | 17 | 5  | 8  | 51 | 32 | +19  |
| 2    | Universitatea Craiova           | 39  | 30 | 15 | 9  | 6  | 54 | 36 | +18  |
| 3    | FC Argeș Pitești (T)            | 35  | 30 | 14 | 7  | 9  | 44 | 28 | +16  |
| 4    | SC Bacău                        | 34  | 30 | 13 | 8  | 9  | 36 | 35 | +1   |
| 5    | CFR Cluj                        | 33  | 30 | 11 | 11 | 8  | 33 | 33 | 0    |
| 6    | Steaua Bucarest                 | 31  | 30 | 9  | 13 | 8  | 36 | 30 | +6   |
| 7    | Steagul Roșu Orasul Brașov      | 30  | 30 | 11 | 8  | 11 | 39 | 24 | +15  |
| 8    | FC Constanța                    | 28  | 30 | 10 | 8  | 12 | 35 | 34 | +1   |
| 9    | UT Arad                         | 28  | 30 | 8  | 12 | 10 | 33 | 36 | -3   |
| 10   | SC Jiul Petroșani               | 28  | 30 | 11 | 6  | 13 | 38 | 43 | -5   |
| 11   | Petrolul Ploiești               | 28  | 30 | 9  | 10 | 11 | 22 | 32 | -10  |
| 12   | ASA Târgu Mureș                 | 27  | 30 | 12 | 3  | 15 | 37 | 47 | -10  |
| 13   | FC Rapid Bucarest               | 26  | 30 | 7  | 12 | 11 | 29 | 29 | 0    |
| 14   | CSM Reșița (P)                  | 26  | 30 | 8  | 10 | 12 | 34 | 39 | -5   |
| 15   | Sportul Studențesc Bucarest (P) | 25  | 30 | 6  | 13 | 11 | 32 | 50 | -18  |
| 16   | Universitatea Cluj              | 23  | 30 | 7  | 9  | 14 | 25 | 50 | -25  |

|  | Qualifié pour la Coupe des clubs champions 1973-1974 |
|  | Qualifié pour la Coupe UEFA 1973-1974                |

## Bilan de la saison
| Tableau d'Honneur                   |                                   |
| Compétition                         | Vainqueur                         |
| Championnat de Roumanie de football | Dinamo Bucarest                   |
| Coupe de Roumanie de football       | Chimia Râmnicu Vâlcea (Divizia B) |

| Qualifications européennes          |                                        |
| Compétition                         | Qualifié                               |
| Coupe des clubs champions 1973-1974 | Dinamo Bucarest                        |
| Coupe des Coupes 1973-1974          | Chimia Râmnicu Vâlcea                  |
| Coupe UEFA 1973-1974                | Universitatea Craiova FC Argeș Pitești |

| Promotions et relégations |                                        |
| Promus en Divizia A       | Politehnica Iași Politehnica Timișoara |
| Relégués en Divizia B     | Aucun (passage de 16 à 18 clubs)       |